# Велимир Прелић
Велимир Прелић (Сјеница, 1883 — Скопље, 1928) је био четник који се борио у Старој Србији (данашњој Северној Македонији). Након Првог светског рата прихватио је службу у Скопљу, где је био правни референт у управи Скопске области.

## Образовање
Велимир Прелић је након завршетка гимназије достудирао правни факултет. 
Након избијања Младотурске револуције на Првој српској конференцији у Скопљу учествовало је 26 најугледнијих Срба у Османском царству. Велимир Прелић је изабран у састав централнога одбора. Тада је оформљена Српска демократска лига, прва српска партија у Османском царству.

## Убиство
Дана 13. јануара 1928. године на њега је изведен атентат од пробугарске припаднице ВМРО-а Маре Буневе. Атентат је изведен на скопској улици Радомира Путника, где му је пуцано у леђа. Умро је 3 дана након рањивања у Војној болници у Скопљу. За време бугарске окупације 1941/45. на месту атентата је стајала спомен плоча, коју су макнули југословенски комунисти након Другог светског рата.
Велимир Прелић је био само један од жртава пробугарске ВМРО, која је спроводила убиства српских званичника са циљем бугаризације Јужне Србије - данашње Северне Македоније.

## Сахрана
Сахрана Велимира Прелића одржана је 17. јануара 1928. године. Опело је служио скопски митрополит Варнава. Погребна поворка је била једна од тада највећих у јужној Србији (око 20.000 људи) а већина државних установа у Скопљу је била тада затворена. На погреб су стигли и његови другари из четничких одреда заједно са троје застава. Сахрана је попраћена прелетом авиона скопског Аеро-клуба, а венац је послао и краљ Александар.